# 布魯克希爾法姆斯
布魯克希爾法姆斯（英語：Brookhills Farms）是位於美國特拉華州紐卡斯爾縣的一個非建制地區。該地的面積和人口皆未知。

## 地理
布魯克希爾法姆斯的座標為39°46′33″N 75°41′09″W / 39.77583°N 75.68583°W，而該地的平均海拔高度為77米（即253英尺）。